# Petr Haničinec
Petr Haničinec (Pardubice, 1930. szeptember 15. – Bratronice, 2007. november 7.) cseh színész. A magyar nézők a Nők a pult mögött című 1977-ben készült csehszlovák filmsorozatból ismerhetik, mint Karel.

## Élete
Az Előadóművészeti Akadémián diplomázott, majd egy évet dolgozott Pardubice-ben, a Keleti színházban, a Burian színházban, valamint több mint 30 évig a prágai Vinohrady színház tagja volt. 1995-ben súlyos autóbalesetet szenvedett a D1 autópályán, és pár percig klinikai halál állapotában volt. Gyógyulása után a Fidlovačka színházban játszott. 2001-ben agyvérzést kapott, de a gyors orvosi segítség megmentette az életét. Ezután visszavonult a nyilvánosság elől, és 2007-ben, 77 éves korában rákban halt meg.
Színészi tehetsége kiemelkedő volt, és több férfi karaktert is eljátszott, valamint többször szinkronizált olyan híres szerepeket, mint Columbo hadnagy, vagy Claudius római császár, a brit televíziós sorozatból. Négyszer volt nős. Első felesége Stepanek Haničincová, akitől egy lánya született Alexandru. Második felesége Marie Kyselková, aki szintén színész volt, és egy fia született tőle Andrew. A harmadik felesége a rádiós műsorvezető Eva Hill, míg a negyedik felesége Radmila Pleskotová aranyműves volt.

## Díjak, elismerések
- 1982 SČDU díj
- 1984 Arany virág díj
- 1985 Érdemes Művész
- 1996 Francis Ár Filipovský életmű
- 1996 Kristály Rózsa díj
- 2000 Ár Senior Prix

## Színházi szerepe
- 1979 James Aldridge: Utolsó pillantás , (Ernest Hemingway), Vinohrady Színház , rendezte: Jaroslav Dudek